# Charles Théobald de Choiseul-Praslin

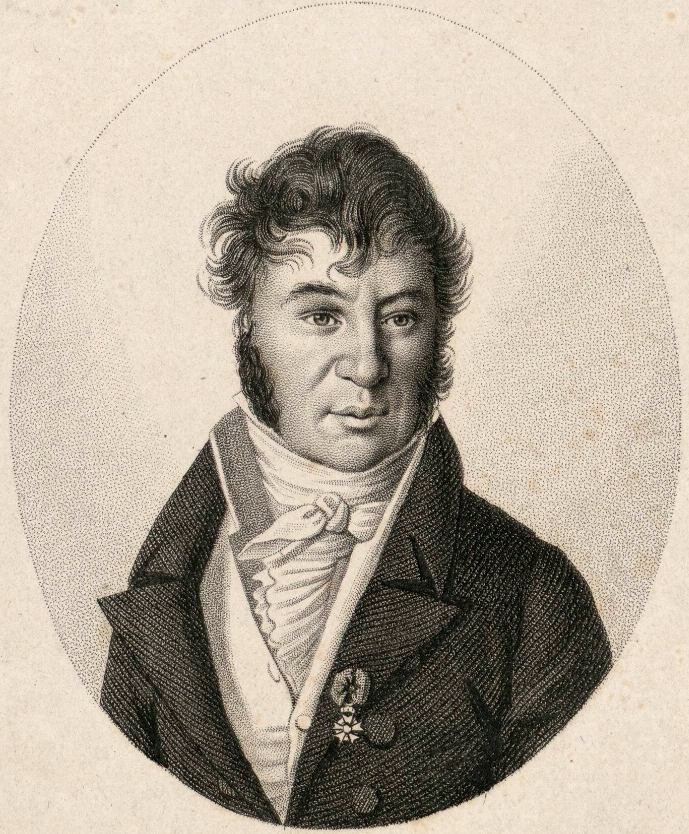
Charles Laure Hugues Théobald Herzog von Choiseul-Praslin

Charles Laure Hugues Théobald de Choiseul, Herzog von Praslin (* 29. Juni 1805 in Paris; † 24. August 1847 in Paris) war ein Angehöriger des französischen Hochadels.
Sein Suizid angesichts der Anklage, seine Ehefrau ermordet zu haben, führte zu einem Skandal und trug zum Ausbruch der Revolution von 1848 und dem Fall der Juli-Monarchie bei.

## Privatleben
Der fünfte Herzog von Praslin heiratete 1824 Françoise de Choiseul-Praslin (genannt „Fanny“, geboren in Konstantinopel am 14. April 1807), die Tochter des Marschalls Horace-François Sébastiani, die ein bedeutendes Vermögen mit in die Ehe brachte. Sie hatten 9 Kinder, 6 Mädchen und 3 Jungen. Die Zerrüttung der Eheverhältnisse wurde später auf die Zeit nach der Geburt des zweiten Sohnes (1837) festgesetzt. Das Paar lebte zwar weiter gemeinsam im Schloss von Vaux, sie verkehrten aber nur noch schriftlich miteinander; Fanny gewährte ihm keine weiteren Treffen. Marschall Sebastiani griff in das Drama ein, um eine skandalöse Scheidung seiner Tochter zu verhindern, und setzte die Entlassung der Gouvernante Henriette Deluzy-Desportes aus dem Haushalt seines Schwiegersohnes durch: Deluzy soll neben ihrer erzieherischen Tätigkeit auch die Geliebte von Charles Théobald gewesen sein. Deluzy verlangte nach ihrer Kündigung ein Arbeitszeugnis, welches ihr die Hausherrin aber nicht geben wollte.

## Mordfall
Als die Herzogin in der Nacht vom 17. auf den 18. August 1847 im gemeinsamen Haus in der Rue du Faubourg Saint-Honoré in Paris erstochen aufgefunden wurde, fiel der Verdacht schnell auf den Herzog, der deshalb am 21. August verhaftet wurde, um vom Pairsgerichtshof abgeurteilt zu werden. Man warf ihm vor, seine ihn leidenschaftlich liebende Frau mit 30 Messerstichen ermordet zu haben. Der Herzog, der aufgrund seines Standes nur unter Hausarrest stand, entzog sich jedoch dem Verfahren, indem er Arsen einnahm. Er wurde aus seinem Schloss in das Palais Luxembourg überführt und dort von Kanzler Pasquier vernommen, ohne jedoch seine Tat zu gestehen. An seiner Vergiftung starb er dann am 24. August.

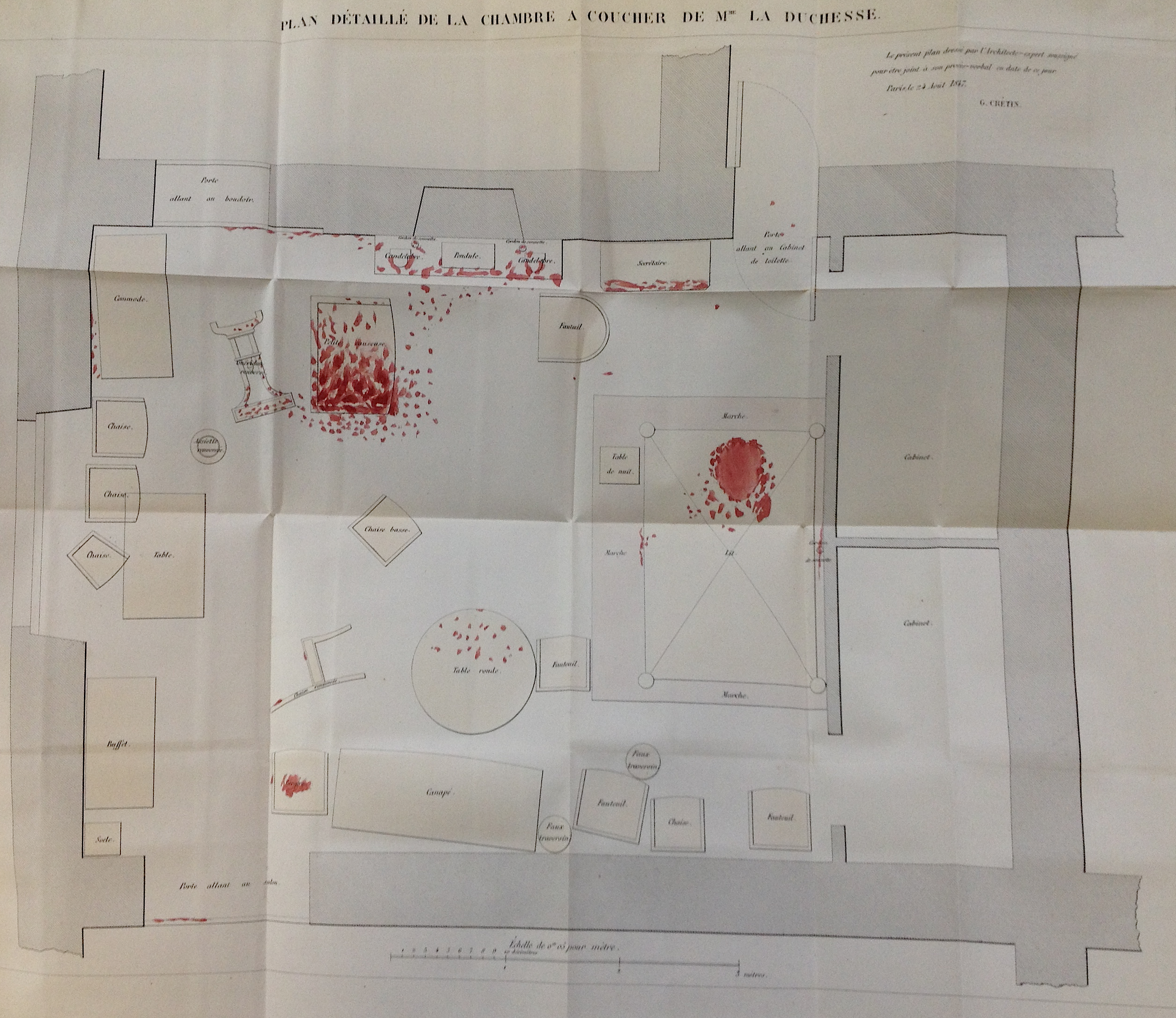
In der Tagespresse veröffentlichte Skizze des Tatorts mit Markierung der aufgefundenen Blutspuren

Der Julimonarchie wurde verübelt, dass sie den Selbstmord des Herzogs nicht verhinderte und er sich dadurch einem Prozess entziehen konnte, was das Ansehen der Regierung schwer beschädigte und als maßgeblich für ihren Sturz betrachtet wurde.

## Nachwirkung
Die Ereignisse sind unter anderem das Thema des Romans All This, and Heaven Too von Rachel Field und des gleichnamigen Films, den Anatole Litvak 1940 inszenierte (deutscher Titel Hölle, wo ist dein Sieg, auch unter Das Glück in der Glaskugel gezeigt).